# Клементс, Билл
Уильям Перри (Билл) Клементс — младший (англ. William Perry "Bill" Clements, Jr.; 17 апреля 1917, Даллас — 29 мая 2011, Даллас) — американский политик, государственный деятель и бизнесмен, первый республиканец, ставший губернатором штата Техас со времён «Реконструкции Юга». Он был 42-м и 44-м губернатором Техаса с 1979 по 1983 и с 1987 по 1991 годы.

## Биография
Билл Клементс родился 17 апреля 1917 года в Далласе, штат Техас. Билл Клементс учился в Южном методистском университете.
Во время Великой депрессии его родители потеряли свою ферму, в 1937 году он устроился бурильщиком на нефтяные месторождения в Техасе. На протяжении многих лет он работал в нефтяной отрасли, сначала буровиком, потом изыскателем. В 1947 году он основывает SEDCO, ставшую одной из крупнейших оффшорных буровых компаний (в 1984 году SEDCO была продана компании «Шлюмберже», а c 1999 года подразделение SEDCO Forex входит в Transocean).

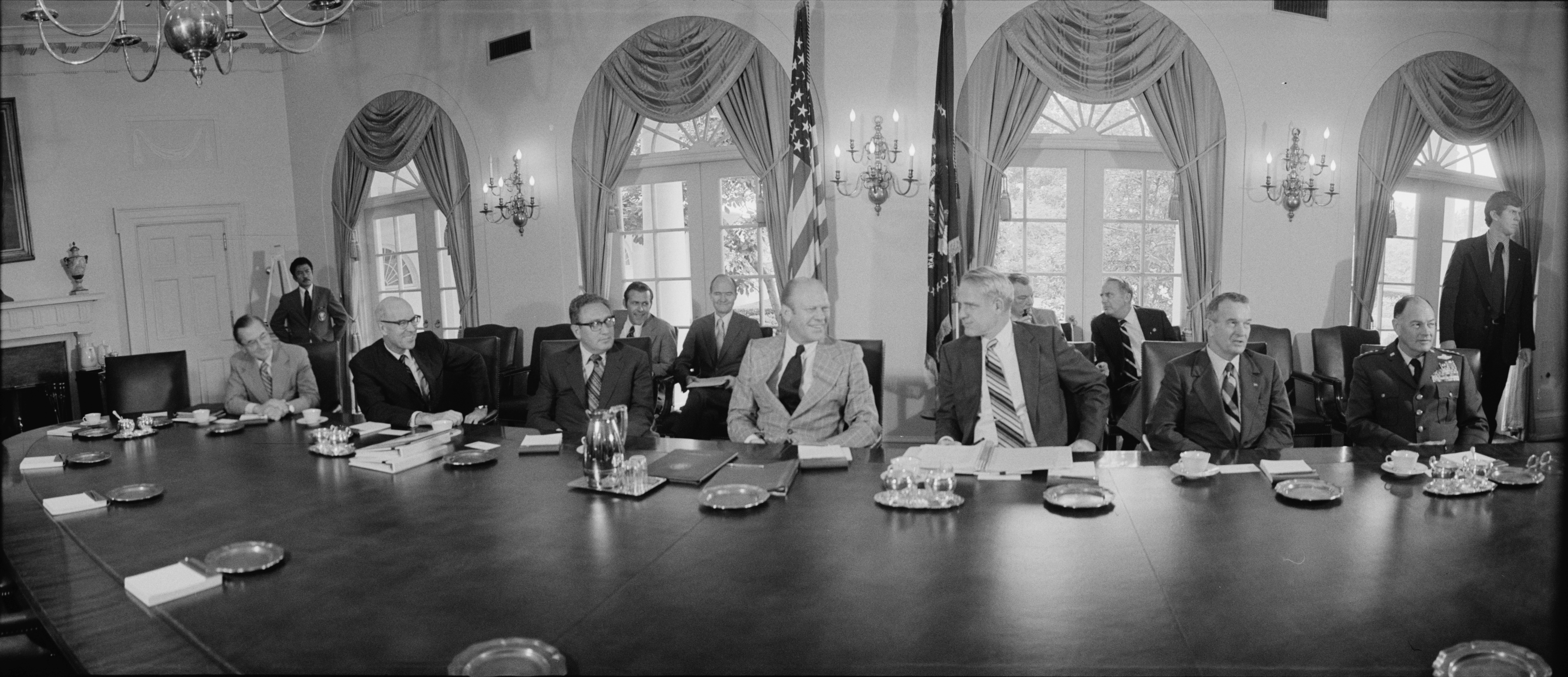
Президент Джеральд Форд на встрече с Советом национальной безопасности в Белом доме (1974 год). Билл Клементс — второй справа.

Билл Клементс начал свою политическую карьеру в качестве заместителя министра обороны в правительстве Ричарда Никсона и Джеральда Форда, в последней упомянутой администрации — у министра обороны Дональда Рамсфелда (1975—1977 и 2001—2006 гг.).
В 1978 году он баллотируется на пост губернатора штата Техас и побеждает на выборах действующего губернатора-демократа Дольфа Бриско. В январе 1979 года Клементс становится первым губернатором Техаса — представителем республиканской партии, начиная с 1874 года.
В 1982 году, из-за экономического спада, Билл Клементс терпит поражение на выборах от демократа Марка Уайта, но в 1986 году берёт реванш и избирается на пост губернатора Техаса второй раз, при этом его оппонент проигрывает по тем же причинам, что и Клементс четыре года назад. Во время своего пребывания в должности, уделяет много внимания работе по сокращению преступности и активизации местной экономики. Клементс также развивает отношения с Мексикой, с которой он заключает ряд соглашений по вопросам иммиграции и борьбы с незаконным оборотом наркотиков.
В 1991 году Билл Клементс ушёл из политики.